# 대한민국 상법 제190조
대한민국 상법 제190조는 판결의 효력에 대한 상법 회사법의 조문이다. 판결의 소급효를 금지하는 규정이다.

## 조문
상법 제190조 (판결의 효력) 설립무효의 판결 또는 설립취소의 판결은 제3자에 대하여도 그 효력이 있다. 그러나 판결확정전에 생긴 회사와 사원 및 제3자간의 권리의무에 영향을 미치지 아니한다.

## 같이 보기
- 소급효